# Acusaciones de interferencia rusa en las elecciones presidenciales de Estados Unidos de 2016
Las acusaciones de interferencia rusa en las elecciones presidenciales de Estados Unidos de 2016 se refieren a la conclusión llegada por la Comunidad de Inteligencia de los Estados Unidos, con «gran confianza», de que el gobierno ruso participó en interferencia electoral durante las elecciones presidenciales de Estados Unidos de 2016. De acuerdo con el informe, el presidente de Rusia, Vladímir Putin, ordenó una campaña de influencia en 2016. Las metas del gobierno ruso eran socavar la fe pública en el proceso democrático de Estados Unidos, denigrar a Hillary Clinton y perjudicar su electabilidad y presidencia potencial, afirmando que «evaluamos que Putin y el gobierno ruso desarrollaron una clara preferencia por el presidente electo Trump. Tenemos mucha confianza en estos juicios».
En 2023 el periodista Matt Taibbi, a quien Elon Musk abrió los archivos de Twitter, estableció que la ONG "Alliance for Securing Democracy" fue responsable por miles de reportes noticiosos que falsamente alegaron influencia rusa.  Los fundadores de la ONG son asociados de Clinton y de Obama.
La Oficina del Director de Inteligencia Nacional (DIN), que representa a 17 agencias de inteligencia y el Departamento de Seguridad Nacional (DSN) declararon conjuntamente que Rusia hackeó el Comité Nacional Demócrata (CND) y filtró sus documentos a WikiLeaks. A principios de enero de 2017, el director de Inteligencia Nacional James Clapper testificó ante un comité del Senado que la supuesta intromisión de Rusia en la campaña presidencial de 2016 fue más allá del hackeo e incluyó desinformación y difusión de noticias falsas a menudo promovidas en las redes sociales. El gobierno ruso negó repetidamente que tuviera alguna participación en los ciberataques al Comité Nacional Demócrata.
Las agencias de inteligencia estadounidenses evaluaron que Putin «dirigió personalmente» la operación. El director de la CIA, John O. Brennan, el director del FBI, James Comey y el DIN James Clapper, coincidieron en «el alcance, la naturaleza y el propósito» de la presunta interferencia de Rusia para ayudar a Trump. Varias empresas de seguridad informática declararon que los ataques cibernéticos fueron cometidos por los grupos rusos de inteligencia Fancy Bear y Cozy Bear. En octubre de 2016, Obama usó el teléfono rojo para contactar directamente a Putin y emitir una advertencia sobre los ataques cibernéticos.
Obama ordenó un informe sobre las intervenciones extranjeras en las elecciones de 2016. Los senadores estadounidenses pidieron una investigación bipartidista. El entonces presidente electo Donald Trump rechazó inicialmente el informe, diciendo que los demócratas estaban reaccionando a su derrota en la elección, y atacó a las agencias de inteligencia en una declaración de su equipo de transición. El líder de la mayoría en el Senado, el republicano Mitch McConnell, expresó su confianza en la inteligencia estadounidense y apoyó una investigación bipartidista, al igual que el Comité de Inteligencia del Senado. El 29 de diciembre de 2016, Estados Unidos expulsó a 35 diplomáticos rusos, denegó el acceso a dos recintos de propiedad rusa y ampliaron las sanciones existentes a las entidades e individuos rusos.
Tras la invasión rusa de Ucrania, en febrero de 2023, el jefe del Grupo Wagner, Yevgueni Prigozhin, confirmó que creó la Agencia de Investigación de Internet, comúnmente llamada la 'granja de troles', para interferir en las elecciones de EEUU, hecho que estuvo negando durante diez años.